# Нинсун
Нинсун (шум. 'nin-,sún «Хозяйка диких коров») — в шумерской мифологии богиня города Ку, покровительница пастухов и стад.
Её шумерской ипостасью была Нинхурсаг. Нинсун — другое имя Бау.

## Происхождение
Нинсун является супругой Лугальбанды, правителя Урука, и матерью герою Гильгамешу. В других источниках она также изображается матерью дикого быка Думузи, возлюбленного Инанны/Иштар.

## Культ
Почитаемая преимущественно пастухами в южной Месопотамии изображалась в виде коровы или женщины.
Главное святилище Нинсуны — Эгальмах находилось в Уруке, и она была богиней — покровительницей пастухов и стад. Эта роль отражала происхождение Думузи как божественного пастуха.

## Мифология
Нинсун упоминается в Эпосе о Гильгамеше. Согласно ему, Нинсун живёт в Уруке в облике человека со своим сыном — царём Урука Гильгамешем.